# Aldo Tramontano
Aldo Tramontano (ur. 7 kwietnia 1981 w Neapolu) – włoski wioślarz.

## Osiągnięcia
- Mistrzostwa Świata Juniorów – Linz 1998 – czwórka bez sternika – 9. miejsce[1].
- Mistrzostwa Świata Juniorów – Płowdiw 1999 – czwórka podwójna – 5. miejsce[1].
- Mistrzostwa Świata – Sewilla 2002 – ósemka – 5. miejsce[1].
- Mistrzostwa Świata – Mediolan 2003 – ósemka – 7. miejsce[1].
- Igrzyska Olimpijskie – Ateny 2004 – ósemka – 7. miejsce[1].
- Mistrzostwa Świata – Gifu 2005 – czwórka bez sternika – 7. miejsce[1].
- Mistrzostwa Świata – Eton 2006 – czwórka bez sternika – 12. miejsce[1].
- Mistrzostwa Świata – Monachium 2007 – ósemka – 15. miejsce[1].
- Mistrzostwa Świata – Linz 2008 – dwójka ze sternikiem – 4. miejsce[1].